# Cratera Haworth
A Cratera Haworth é uma cratera de impacto que fica próxima ao pólo sul da Lua.  A cratera foi batizada em homenagem ao químico britânico Walter Haworth. 

## Formação
De acordo com um estudo de 2015 realizado por Tye et al., a cratera Haworth foi formada durante o período pré-nectariano, o que significa que tem pelo menos 3.9 bilhões de anos de idade. 

## Características físicas
Devido à posição da cratera Haworth perto do polo sul lunar, grandes parte da cratera são estão permanentemente na sombra. Essas regiões são muito frias; acredita-se que muitas nunca atinjam temperaturas acima de 40 Kelvin, tornando a cratgera mais fria do que outras crateras próximas, como Shackleton e Faustini. Haworth e as áreas baixas circundantes podem ter um fenômeno parecido com geada, que pode ser causada em parte por essas temperaturas particularmente baixas. 